# 開洋丸
開洋丸（かいようまる）は、水産庁が保有する漁業調査船。2023年に3代目が就航したが、本項目では、1991年に就航した2代目を取り扱う。

## 概要
開洋丸 (初代)の代船として、三井造船玉野艦船工場で建造され、1991年7月31日に竣工した。船名の揮毫は当時の農林水産大臣であった近藤元次による。
流氷域から熱帯域に至る全ての海域で水産資源調査、海洋環境調査などの基礎的研究を行う漁業調査船である。照洋丸が漁業取締船に転用されたため、2014年以降は水産庁が保有する唯一の大型漁業調査船となっている。

## 設備

### 観測機器
- 電気伝導度水温水深計（CTD）
- スライド式高速曳航体
- 投下式水深水温計（XBT）
- 多筒採水器（ロゼットサンプラー）
- 多要素観測装置（CTD用オクトパス）
- 超音波流速計（ADCP）
- 投下式水深海流計（XCP）
- 計量魚探
- 動物プランクトン計量システム
- モクネス曳航式多段プランクトンネット
- 魚体長測定システム
- 魚獲物重量測定システム
- 人工衛星データ受信装置
- 気象APT受画装置
- 全周・半周ソナー

### 支援設備
- 海洋観測ウインチ（13000m/12mm、6000m/6mm、3000m/6mm）
- MOCNESSネットウインチ（2000m/6.4mm）
- CTDウインチ（7000m/7.4mm）
- ROVウインチ（1000m/19mm）
- NetSonarウインチ（2000m/12.3mm）
- スライド式曳航体ウインチ（400m/8.3mm）
- Aフレーム2基
- クレーン2基

### 研究室
- 第1海洋研究室（ドライラボ）
- 第2海洋研究室（ウェットラボ）
- 化学研究室
- 第1生物研究室（ドライラボ）
- 第2生物研究室（ウェットラボ）
- 音響研究室
- 計算機室
- 飼育室